# Ardices orbis
Ardices orbis là một loài bướm đêm thuộc phân họ Arctiinae, họ Erebidae.